# Syndicat des éditeurs de la presse magazine
 (janvier 2022).
Le Syndicat des éditeurs de la presse magazine (SEPM) est un syndicat professionnel français des éditeurs de presse magazine grand public.

## Historique
En 1982 est fondée par huit groupes de presse l'Association pour la promotion de la presse magazine (APPM ou AEPM). Elle vise notamment à défendre les intérêts des magazines auprès des annonceurs face à la concurrence des autres médias. En 2006, l'APPM regroupe trente-trois groupes de presse éditant un total de 123 titres.
En juin 2010, l'Association pour la promotion de la presse magazine (APPM) et le Syndicat de la presse magazine et d'information (SPMI) fusionnent pour former le Syndicat de la presse magazine (SPM),.
Le 2 mai 2012, le Syndicat de la presse magazine (SPM) — composé de 14 membres — et le Syndicat professionnel de la presse magazine et d'opinion (SPPMO) — composé de 17 membres — fusionnent pour former l'actuel Syndicat des éditeurs de la presse magazine (SEPM),. C'est sous l'impulsion de leurs présidents respectifs Bruno Lesouëf et François d'Orcival que la fusion se fait pour un unique syndicat professionnel pour la presse magazine.
En novembre 2019, le SEPM ainsi que l’Alliance de la presse d’information générale (APIG) et l’Agence France-Presse (AFP) saisissent l'Autorité de la concurrence sur la question des droits voisins : l'institution inflige une amende à Google.
La SACEM et le SEPM s'allient en juin 2021 afin de créer un organisme de gestion collectif du droit voisin,.
En décembre 2021, auditionné devant la commission d’enquête sur la concentration des médias, Alain Augé, président du Syndicat des éditeurs de la presse magazine estime que « le vrai danger n’est pas dans la surconcentration des médias traditionnels mais dans l’étouffement par les Gafam ».
En octobre 2024, sur une plainte deposée en urgence par la SEPM, un tribunal de Paris a ordonné à Google de suspendre un projet visant à retirer certains articles de médias des résultats de recherche en France,.

## Syndicat professionnel
Le Syndicat des éditeurs de la presse magazine (SEPM) représente les principaux groupes de presse magazine, il est composé de 18 membres représente une centaine d'éditeurs pour 580 titres de magazines.
Le syndicat patronal déclare auprès de la Haute Autorité pour la transparence de la vie publique exercer des activités en lobbying en France pour un montant annuel qui n'excède pas 100 000 euros en 2021.
Il dispense à ses adhérents des prestations de conseil dans des domaines techniques (juridique, réglementaire et social notamment), et organise la promotion du media via trois grands événements qui sont le Prix des Magazines de l’année, la Journée Magazine et le Mois de la Presse culturelle. Le SEPM Marketing & Publicité organise le Grand Prix de la Presse Magazine.

## Organisation
Le conseil d'administration présidé par Bruno Lesouëf ayant à ses côtés deux vice-présidents et un trésorier est composé de 18 membres (ainsi que 6 administrateurs représentant la presse d’information générale et politique, 7 administrateurs représentant la presse à centre d’intérêt, et 5 représentant les groupes de presse).
L'équipe des permanents du SEPM est dirigée par Pascale Marie.

### Liste des dirigeants
| Identité                    | Période       | Période       | Durée |
| Identité                    | Début         | Fin           | Durée |
| --------------------------- | ------------- | ------------- | ----- |
| Bruno Lesouëf (1957 - 2018) | 2012          | 19 avril 2018 | 6 ans |
| Alain Augé (d)              | 19 avril 2018 |               |       |